# Danae pulchella
Danae pulchella es una especie de coleóptero de la familia Endomychidae.

## Distribución geográfica
Habita en el este de África.